# Chiesa di San Francesco (Montone)

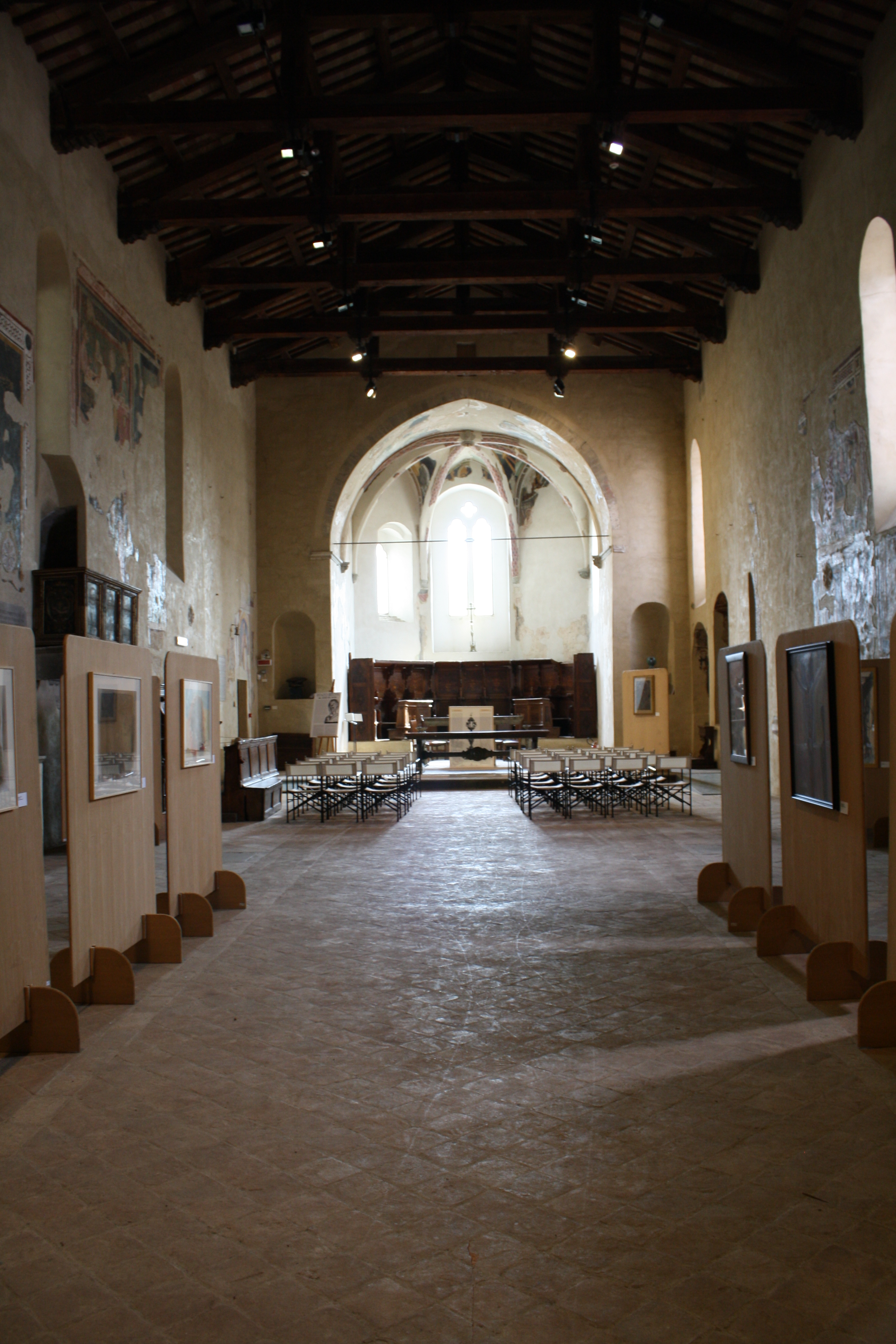
Interno della chiesa di San Francesco

La chiesa di San Francesco è un edificio liturgico di Montone, in Umbria.
La chiesa è stata eretta sul luogo nel quale era edificato Castelvecchio (Capanneto), uno dei sei castelli costruiti a scopo difensivo e di controllo, della vallata tra il fiume Carpina ed il fiume Tevere, in epoca medievale. È qui che l'ordine dei frati minori, fino ad allora insediato in Sant'Ubaldo fuori le mura, si è stabilito a partire dal 29 aprile 1308, sotto il pontificato di Clemente V e con il consenso del concilio di Vienne.
La tipologia architettonica della chiesa è quella tipica degli Ordini mendicanti: forme semplici e lineari, unica navata, abside poligonale con volte a costoloni finemente affrescate e copertura a capriate. È orientata canonicamente ad occidente e la luce penetra attraverso le tre finestre absidali, di cui una bifora centrale, e attraverso le sei monofore delle pareti laterali. Alla facciata è addossato un portico aggiunto probabilmente tra il XVII e il XVIII secolo. Adiacente alla parete sinistra della chiesa, invece, si trova il convento.
La chiesa, completamente affrescata fin dall'inizio del Trecento, fu poi interessata da nuovi ed ampi interventi decorativi, che si sono sovrapposti per ben tre volte agli affreschi originari. Gli esiti più alti, da un punto di vista artistico, si ebbero comunque nel secolo successivo, quando questo edificio divenne la chiesa di famiglia dei Fortebraccio. Da sempre legati all'Ordine francescano, il suddetto casato contribuì generosamente al suo abbellimento facendo innalzare altari e corredandola di suppellettili e dipinti. Le opere che hanno commissionato riflettono il gusto cortese della loro cultura familiare.
Tra il 1423 ed il 1424, su committenza di Braccio da Montone, Antonio Alberti da Ferrara fu chiamato a dipingere gli Episodi della vita di San Francesco e le scene del Giudizio universale nel sottarco.
Nel 1486 il conte Carlo Fortebraccio, figlio del capitano Braccio da Montone, fece erigere un altare a metà della parete di sinistra della chiesa come ex voto  per la nascita del figlio Bernardino. Nel timpano che sovrasta la parata d'altare è contenuto lo stemma della famiglia Fortebraccio, riconoscibile dal mezzo ariete con lateralmente le lettere C 0 Conte e K = Karrolus Carlo Fortebraccio, a indicare il nome del committente. È inoltre presente lo stemma dei Malatesta con i due elefanti, chiaro richiamo alla nobile famiglia riminese, alla quale apparteneva Margherita moglie di Carlo. Il figlio Bernardino, come visibile sull'iscrizione posta sulla targa in basso, commissionò al perugino Bartolomeo Caporali (1420-1505) un affresco a completamento dell'altare voluto dal padre. Al centro della scena campeggia Sant'Antonio di Padova tra il Battista sulla sinistra e l'Arcangelo Raffaele che reca per mano Tobiolo sulla destra.
I secoli successivi non videro modifiche strutturali né interventi di tipo pittorico, anzi si susseguirono processi distruttivi come quello operato dall'occupazione francese.
Nel 1810 il convento venne temporaneamente chiuso e nel 1866 divenne di proprietà statale.
I restauri avvenuti negli anni novanta dello scorso secolo hanno portato al ripristino dell'intero complesso e trasformato parte dell'ex convento nell'attuale Pinacoteca e nel Museo Etnografico Il tamburo parlante.
Molte opere provenienti sia dall'ex chiesa di San Francesco sia da altre chiese del territorio comunale trovano oggi la loro collocazione all'interno di questi spazi.

## Decorazione dell'abside

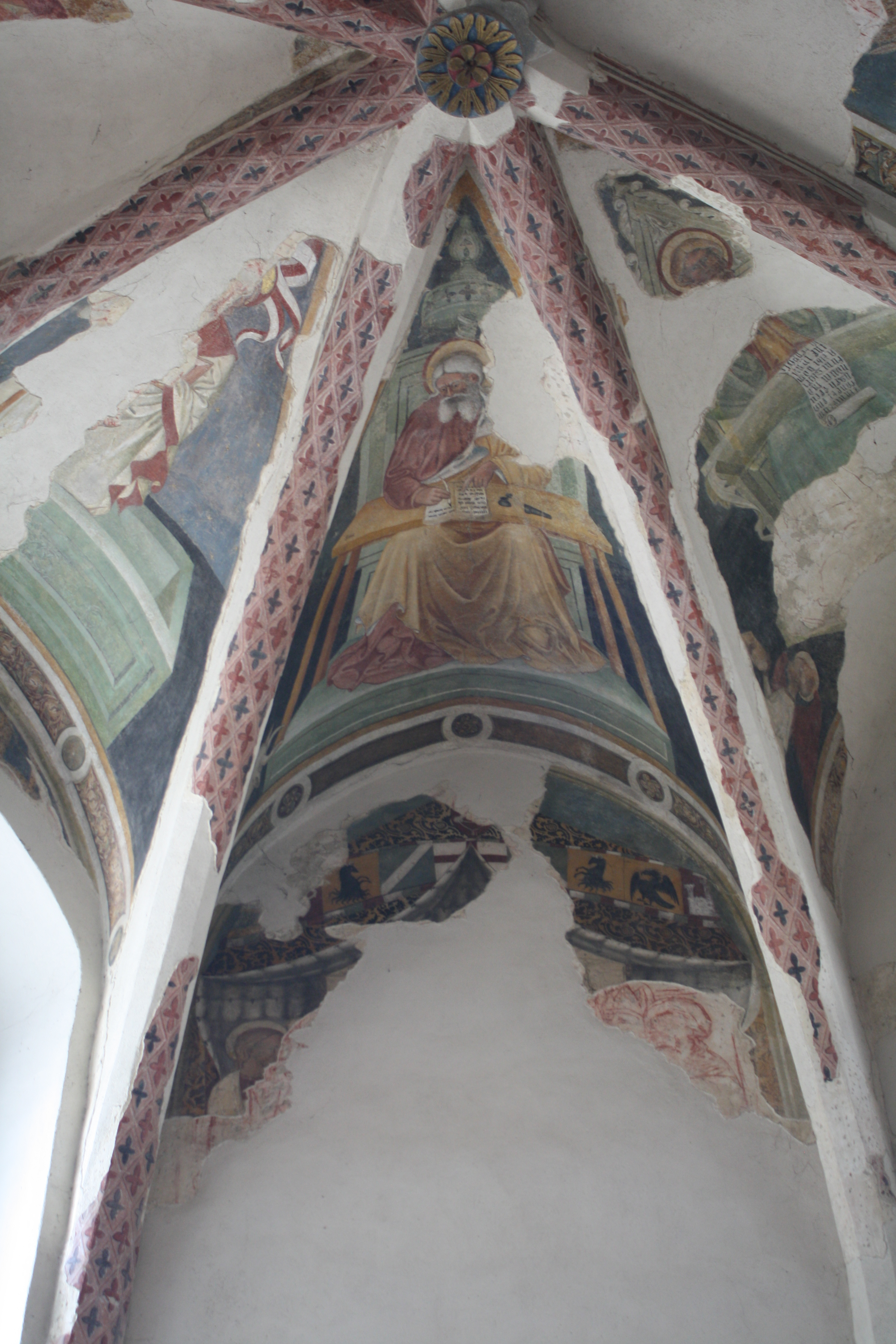
Vela dell'abside

Ciclo di affreschi dell'abside, 1423 di Antonio Alberti da Ferrara. La forma dell'abside è poligonale e termina con costoloni originariamente finemente dipinti. Gli affreschi dedicati alle storie di San Francesco abbellivano l'intera superficie, ma ciò che rimane ci consente tuttavia di ricostruire molte parti del ciclo.
Nel sottarco, parzialmente leggibile, sono presenti lacerti di affreschi rappresentanti il Cristo Giudice affiancato dai quattro angeli che recano i simboli della passione (la colonna, la croce, le lance). Al di sotto dell'angelo con la colonna si sviluppa la raffigurazione dell'Inferno, mentre al di sotto di quello con la croce sono presenti le anime degli eletti che guardano verso la luce. Il sottarco è delimitato da una fascia a motivi vegetali.
Nelle cinque lunette dell'abside è rappresentato, al centro il Cristo risorto che esce vittorioso dal sepolcro lateralmente fiancheggiato dai quattro evangelisti.
Lo stemma del Fortebraccio, signore di Montone, anche se lacunoso, è ancora parzialmente visibile sopra la bifora centrale dell'abside e raffigura un mezzo ariete rampante nero in campo oro con accanto due ghepardi, simbolo delle virtù militari dello stesso.
Sulle pareti laterali dell'abside troviamo rispettivamente sulla sinistra le Storie della vita di Francesco: la preghiera dinanzi al Crocifisso di San Damiano, a seguire la restituzione delle vesti al padre e in alto, sopra quest'ultima scena, l'episodio delle Stigmate a  La Verna.
Sulla parete destra invece sono ancora visibili gli stemmi delle città sottomesse dal capitano di ventura, sovrastanti la scena rappresentante la Conferma della regola da parte di  Onorio III.

## Decorazione parete sinistra
Entrando nella chiesa, sulla controfacciata è visibile il volto di San Giovanni Battista attribuito a Berto di Giovanni  allievo di Perugino al quale segue l'immagine di  San Gregorio Magno al quale è intitolata la parrocchia di Montone. L'affresco, in origine, doveva raffigurare anche la Madonna col Bambino, tra San Gregorio, San Giovanni Battista, Francesco e Giovanni apostolo.
Proseguendo sulla stessa parete, si può osservare l'affresco raffigurante la  Madonna della Misericordia di un pittore umbro del terzo quarto del XIV secolo. Proseguendo nell'osservazione dei lacunosi frammenti provocati dall'apertura del quattrocentesco altare, si può vedere raffigurato sulla destra  San Bernardino, opera di un pittore locale della seconda metà del XV secolo ed in basso un non ben identificato santo francescano opera della metà del XIV secolo.
Segue sulla parete una mostra d'altare di uno scultore della fine del XV secolo, come l'altare dei Fortebraccio, nel quale era contenuta la Madonna della Misericordia o Gonfalone, opera di Bartolomeo Caporali, ora conservata in Pinacoteca.
Seguono vari affreschi votivi; in basso è visibile Santa Caterina d'Alessandria, attribuibile a un pittore perugino della fine del XIV secolo, una Madonna in trono con Bambino marciante, San Sebastiano e un angelo che gli porge la palma del martirio.
L'affresco che sovrasta questi santi, databile attorno alla fine del XIV secolo, raffigura l'episodio della Nascita della Vergine; osservando l'affresco, si vede rappresentata Sant'Annache dà alla luce la Vergine Maria, parte dell'affresco di un ciclo decorativo più ampio dedicato al tema delle Storie della Vergine.
Due nicchie si aprono sulla parte che porta all'abside; la prima, appartenuta a Giobbe di Bencivenni Fortebraccio, raffigura a sinistra Sant'Antonio da Padova e a destra Bernardino da Siena e, inginocchiato, il committente.
Ai lati, negli intradossi, è rappresentato a destra San Cristoforo, protettore delle acque ed a sinistra San Sebastiano protettore contro la peste. Quest'ultimo veniva solitamente invocato assieme a San Rocco per allontanare le epidemie.
L'epigrafe, che è parzialmente leggibile sulla parte inferiore della nicchia, celebra le virtù militari di un certo Albertus, figlio di Giobbe Bencivenni Fortebraccio, il quale seguì il conte Carlo Fortebraccio nelle sue imprese al servizio di alcune casate e principati italiani.
Nella prima edicola invece, sono raffigurati: al centro la Vergine in trono con Bambino con a destra San Giovanni Battista decollato e San Pietro martire (quest'ultimo collocato nell'intradosso) e a destra San Francesco.
Nella parte superiore dell'affresco, dietro al trono della Vergine è raffigurato il simbolo della rovere, chiaro richiamo alla famiglia romana dei Della Rovere dalla quale provennero ben due Papi; Giulio II e Sisto IV. Questo particolare, ci aiuta a datare l'opera tra il 1477 ed il 1484, anni questi del pontificato di Sisto IV Della Rovere, che riprese possesso della contea di Montone. La presenza di questo simbolo chiaro richiamo alla famiglia del Pontefice, avrebbe dovuto scoraggiare qualsiasi emulazione del tentativo braccesco di affrancamento dallo stato Pontificio. Il Fortebraccio, tra la fine del 1300 e i primi del 1400, aveva cercato con ogni mezzo di sottrarre il comando dell'Italia Centrale al papato ed era quasi riuscito a coronare questo sogno indipendentista, quando nel 1424 subì la disfatta durante la  Battaglia dell’Aquila, nella quale perse la sua stessa vita.

## Decorazione parete destra

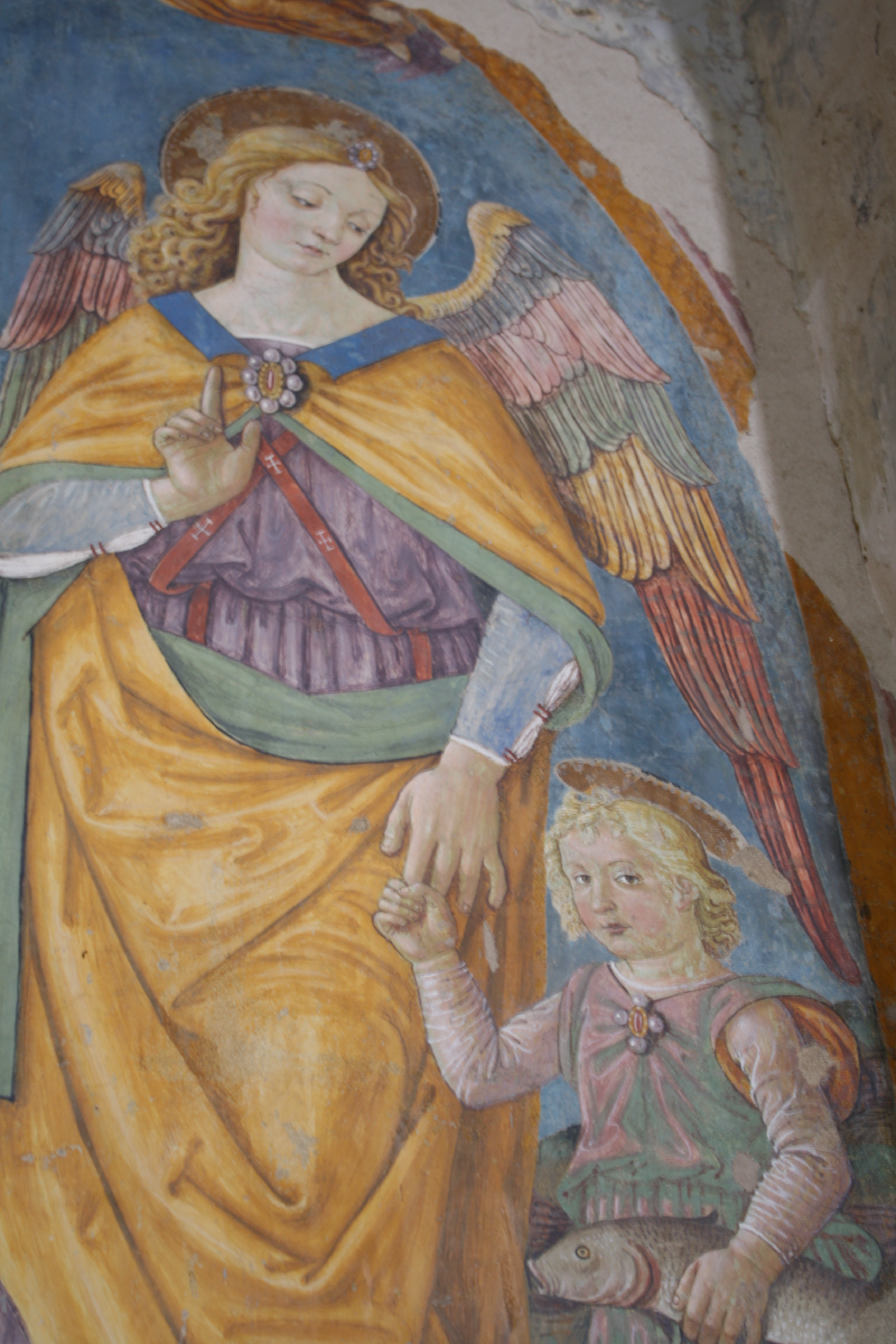
Caporali, Arcangelo Raffaele e Tobiolo

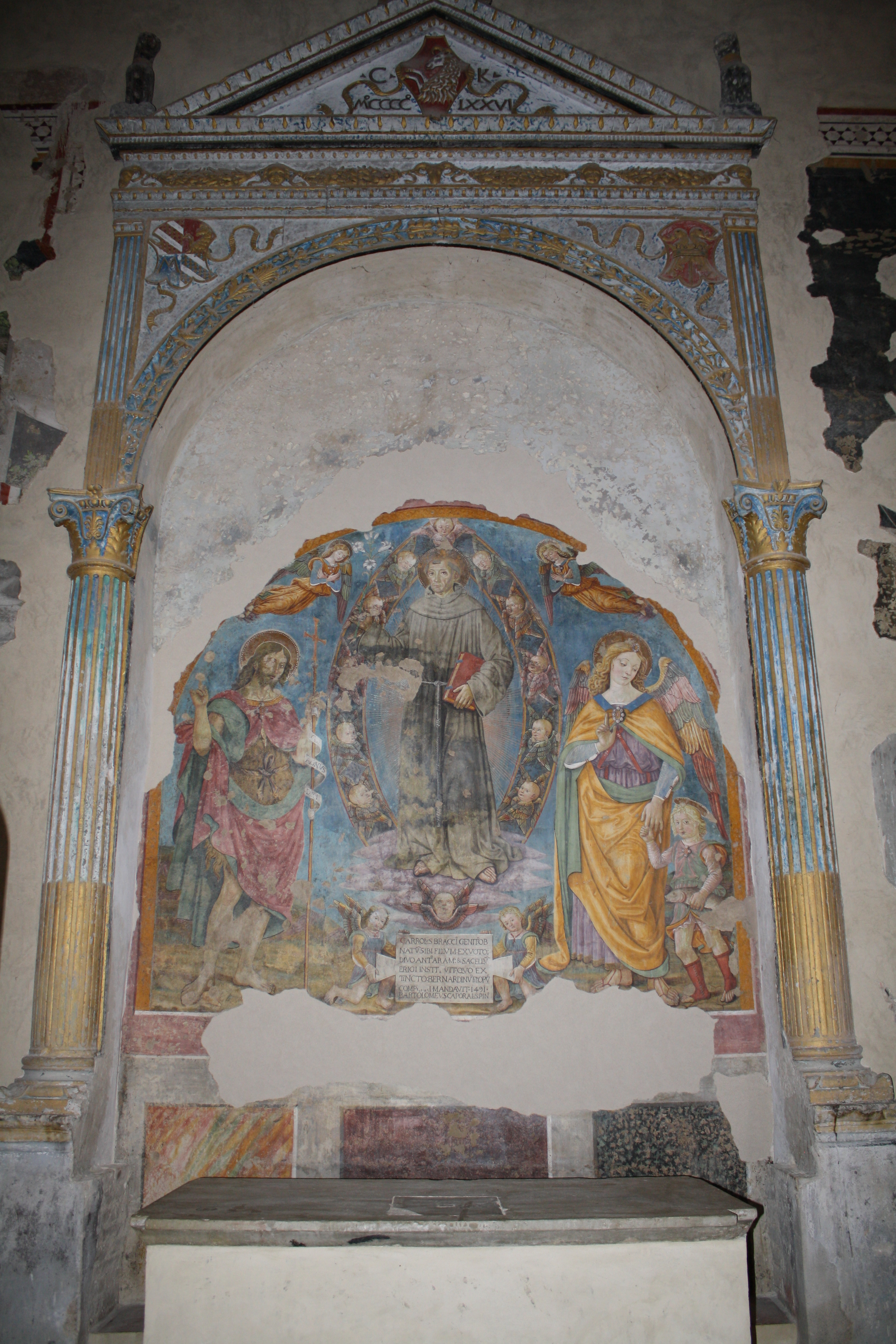
Altare Fortebraccio

Entrando dal portone, sulla controfacciata, è possibile ammirare, in basso, il lacerto d'affresco raffigurante il Martirio di San Sebastiano, di cui è conservata solo la parte inferiore che in base ad un confronto stilistico, con il San Sebastiano del Louvre, può essere datato negli anni novanta del Quattrocento.  Tom Henry ha creduto di individuare, in quest'opera il passaggio di Perugino a Montone. Sulla parte superiore vi è un affresco precedente di pittore peruginesco della seconda metà del XIV secolo, San Giovanni Evangelista e Santa Lucia.
Sulla parete di destra si possono individuare vari frammenti del XIV secolo, tra cui un frate in lettura, forse opera di Antonio Alberti da Ferrara, databile intorno al 1423 come il ciclo absidale.
Proprio per fare spazio all'altare commissionato da Carlo Fortebraccio nel 1477 si compromise questa parte di affreschi.
Continuando con la lettura degli affreschi, si può osservare la scena della  Cena a casa del Fariseo e la figura di Marta in cucina. La scena è articolata in due ambienti: la sala in cui si svolge il banchetto a sinistra e la cucina a destra. Intorno alla tavola sono raffigurati Gesù, il Fariseo, San Pietro e San Giovanni, mentre la Maddalena, di cui non resta che un frammento di aureola, è inginocchiata ai piedi del Cristo.
Al di sotto di questa rappresentazione è posto il Bancone dei Magistrati, realizzato in legno di noce intagliato ed intarsiato, commissionato da Stefano Cambi, padre guardiano del convento, nel 1505, costituiva il luogo dove sedevano i Priori, nella chiesa di San Francesco in età Comunale.
Il ciclo decorativo della parete destra termina, sopra la porta laterale di accesso alla sacrestia con la figura di Sant’Ubaldo, vescovo di Gubbio protettore dell'ordine benedettino che a Montone aveva preceduto quello francescano.

## Arredi lignei
- Coro

La struttura del coro è composta da tredici stalli stalli in legno di noce intagliato le cui spalliere sono divise in due specchi, di cui il solo superiore è decorato a tarsia, con il motivo di un vaso.
La decorazione del divisorio dei braccioli è arricchita da racemi d'acanto, mentre i parapetti e l'inginocchiatoio non presentano altre decorazioni. Grazie agli elementi stilistici qui sopra riportati è stato possibile datare l'esecuzione dell'opera intorno agli ultimi decenni del XV secolo.
- Portale

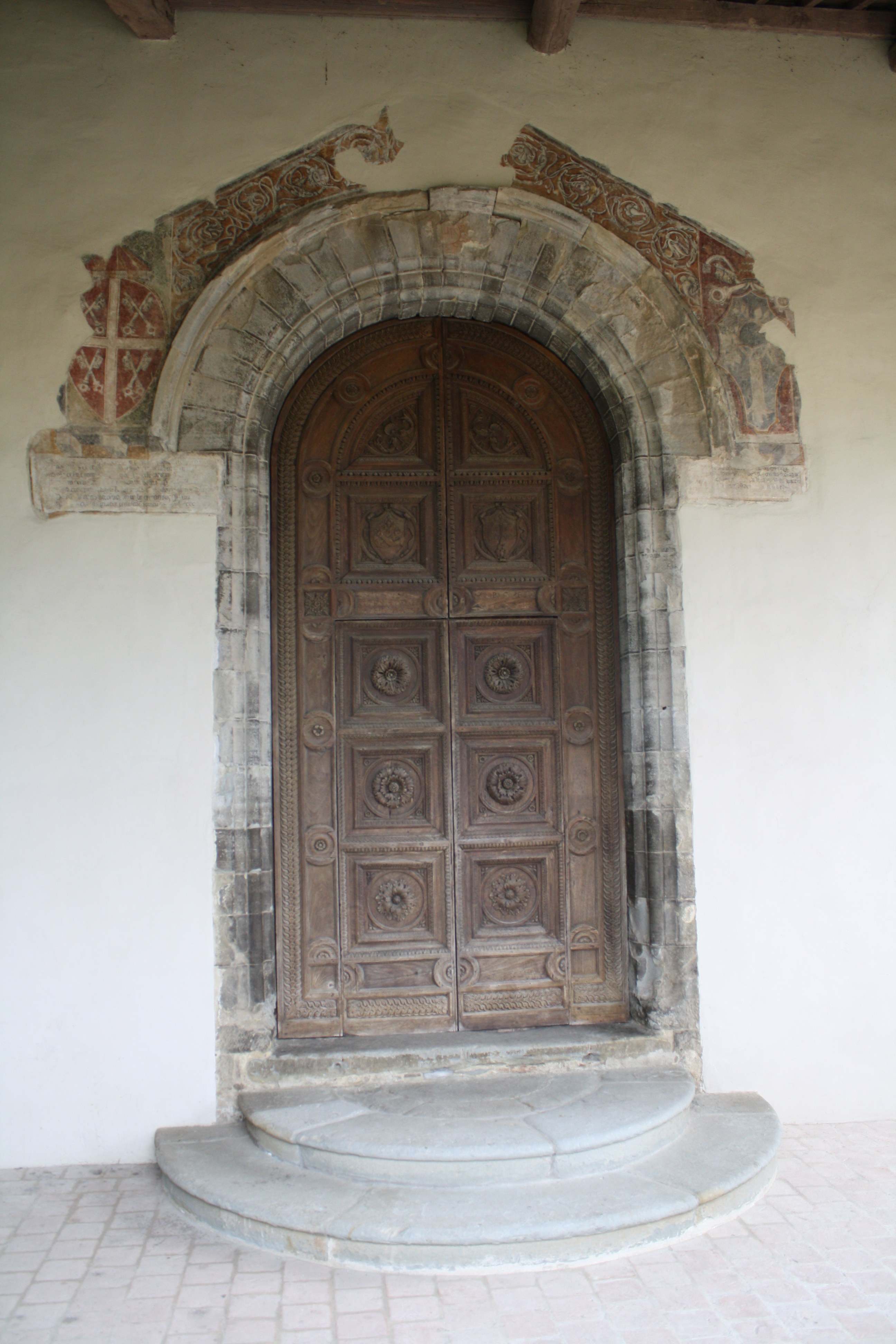
Portone Chiesa San Francesco

Il portale a due ante, in legno di noce e pioppo, intagliato ed intarsiato, venne realizzato da Antonio Bencivenni da Mercatello nel 1519, come risulta dall'iscrizione al centro. Questo artista fu anche l'autore delle porte del Collegio del Cambio a Perugia di cui si ipotizza un progetto di Pietro Perugino.
È suddiviso in dieci pannelli, di cui i due più in alto decorati con motivi a  grottesche, mentre quelli sottostanti con emblemi francescani quali quelli dell'alter Christus e della Croce sul monte a sei cime.  Le sei specchiature quadrate sottostanti contengono invece dei rosoni.
Risulta decorato esternamente da una fascia a treccia continua e da una fascia liscia intervallata da tondi con rosette.
- Bancone dei Magistrati

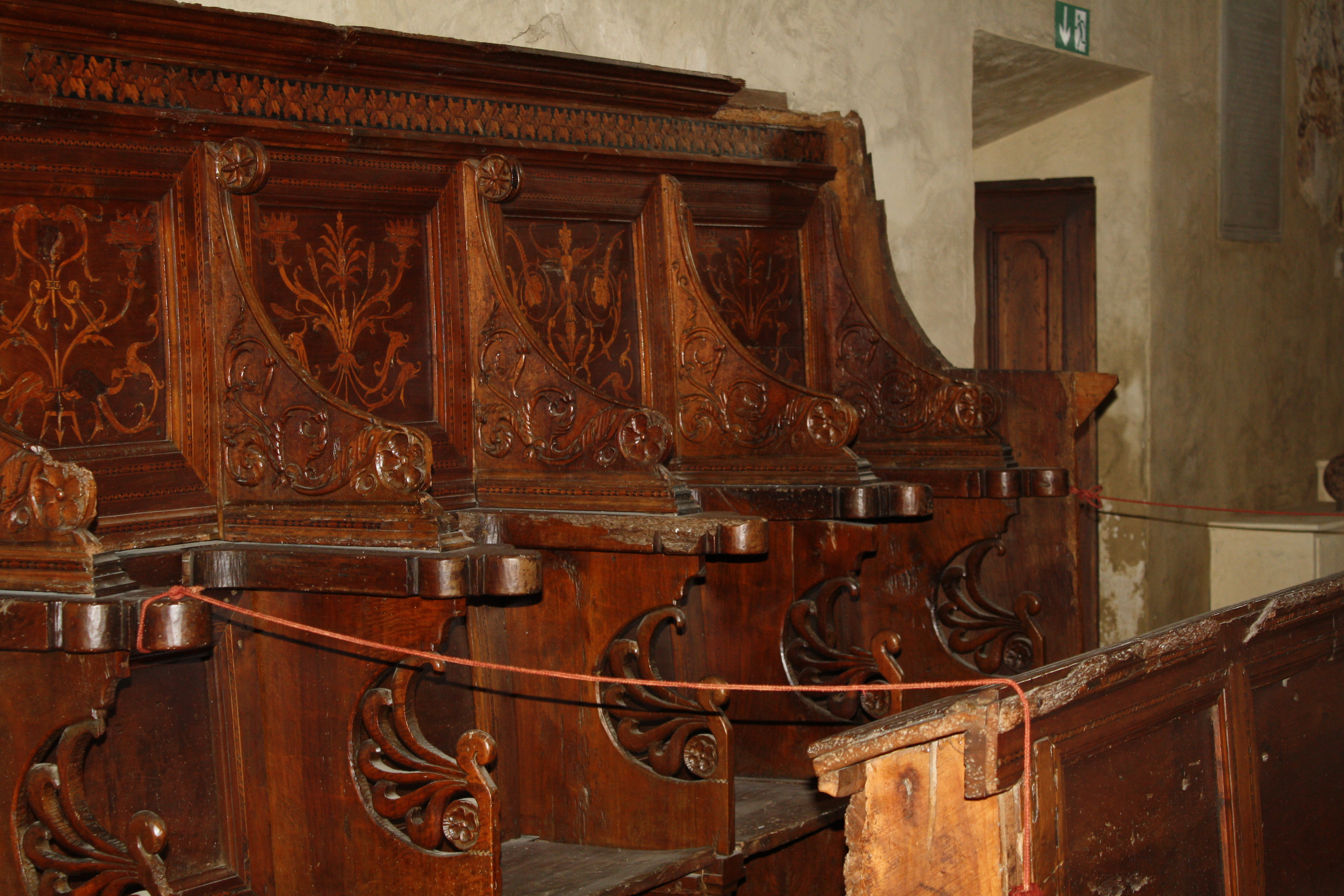
Bancone dei Magistrati

Il bancone, composto da quattro stalli, trae il suo nome dall'utilizzo che se ne faceva in epoca comunale da parte dei Priori, ovvero gli antichi magistrati, che qui sedevano quando partecipavano alle funzioni liturgiche. È in legno di noce intagliato ed intarsiato ed è datato 1505, come risulta dall'iscrizione in alto a destra; la stessa riporta anche il nome del committente, Stefano Cambi, padre guardiano del convento che ebbe un ruolo decisivo nel rinnovamento della chiesa nel XV e XVI secolo.
La spalliera, divisa in due specchi, è sovrastata da un architrave intarsiato ed è decorata da candelabre a grottesche. Il divisorio dei braccioli è invece impreziosito da palmette ed altre volute vegetali.
Il parapetto si compone di quattro specchiature le cui cornici sono intarsiate a nastro.
Secondo l'Ascani, l'opera è riferibile all'autore del coro della medesima chiesa, mentre secondo il Nessi si potrebbe pensare allo stesso Bencivenni autore del portale d'ingresso, ipotesi quest'ultima assai poco convincente per le caratteristiche stilistiche di quest'ultimo che non si ravvisano nel bancone.
- Cassapanca con schienale

Tra gli arredi lignei destinati alla chiesa di San Francesco è da annoverare la cassapanca con schienale, donata dai frati minori Vincenzo e Alberto nel 1601.. Sullo schienale infatti è leggibile l'iscrizione "ET SIMO FACIET CUNCTOS NON VIVERE TUTOS / VINCENTIUS ET ALBERTI FF MM PP /A / D /MDCI DIE XVII MAI"
- Fonte di pulpito

Opera di un intagliatore della metà del XVII secolo e di un pittore umbro della metà del XVII secolo è in legno intagliato, dorato e dipinto ad olio. Luogo dal quale venivano proclamate le omelie, era situato sul lato sinistro della chiesa e poggiava su mensole in pietra arenaria. Una piccola scala nel chiostro, prospiciente la chiesa ne permetteva l'accesso. La parte intagliata in legno è composta da cinque specchiature con al centro la raffigurazione di San Francesco, sulla sua destra Sant'Antonio da Padova, sulla sua sinistra San Bernardino da Siena mentre, sul lato sinistro lo stemma dell'Ordine francescano e sul destro lo stemma di Montone.